# Synagoga w Działoszycach
Synagoga w Działoszycach – ruiny dawnej synagogi znajdujące się w Działoszycach, przy ulicy Ignacego Krasickiego 3.

## Opis

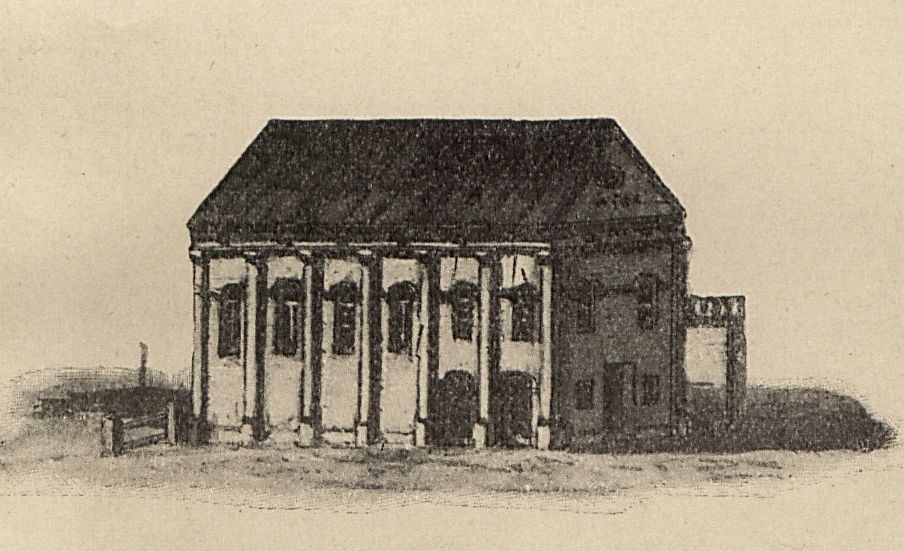
Synagoga w Działoszycach w 1899 roku

Synagoga została zbudowana w 1852 roku na miejscu poprzedniej drewnianej bożnicy, według projektu Felicjana Frankowskiego. Przebudowana w latach 1880–1904. W przybudówkach mieściły się biblioteka, mykwa oraz dom rabina. Podczas II wojny światowej hitlerowcy zdewastowali synagogę. Po wojnie w budynku synagogi znajdował się dom dziecka oraz skład opałowy. Obecnie synagoga znajduje się w stanie ruiny.
Murowany i otynkowany budynek synagogi został zbudowany na planie prostokąta o wymiarach 16,7 × 23,7 m, w stylu klasycystycznym. We wschodniej części znajdowała się kwadratowa sala główna nakryta sklepieniem zwierciadlanym, w zachodniej przedsionek, a nad nim babiniec. Elewacje boczne dzielone pilastrami dźwigającymi belkowanie. Elewacje wieńczyły trójkątne szczyty, na jedynym była inskrypcja hebrajska. Obecnie zachowały się tylko mury obwodowe, hebrajski napis na tympanonie budynku, wewnątrz resztki tynku.